# Élections législatives de 1946 dans le Doubs
Les Élections législatives françaises de 1946 se tiennent le 10 novembre. Ce sont les premières élections législatives de la Quatrième république, après l'adoption lors du référendum du 13 octobre d'une nouvelle constitution.

## Mode de scrutin
L'Assemblée nationale est composée de 618 sièges pourvus au scrutin proportionnel plurinominal suivant la règle de la plus forte moyenne dans le cadre départemental, sans panachage. 
Le vote préférentiel est admis, en inscrivant un numéro d'ordre en face du nom d'un, de plusieurs ou de tous les candidats de la liste. Mais l'ordre ne pourra être modifier que si au moins la moitié des suffrages portés sur la liste est numéroté. Dans les faits les modifications ne dépasseront jamais les 7%.
Dans le département du Doubs, quatre députés sont à élire.

## Élus
| Député sortant     | Parti | Parti | Député élu ou réélu | Parti | Parti |
| ------------------ | ----- | ----- | ------------------- | ----- | ----- |
| Léon Nicod         |       | PCF   | Auguste Joubert     |       | PRL   |
| Jean Minjoz        |       | SFIO  | Jean Minjoz         |       | SFIO  |
| Émile Lambert      |       | MRP   | Émile Lambert       |       | MRP   |
| Roland de Moustier |       | PRL   | Roland de Moustier  |       | PRL   |

## Résultats

### Résultats à l'échelle du département
| Parti    | Parti    | Tête de liste      | Résultats | Résultats | Sièges |  |
| Parti    | Parti    | Tête de liste      | Voix      | %         |        |  |
| -------- | -------- | ------------------ | --------- | --------- | ------ |  |
|          | PRL      | Roland de Moustier | 51 399    | 37,81     | 2 1    |  |
|          | SFIO     | Jean Minjoz        | 30 643    | 22,54     | 1      |  |
|          | MRP      | Émile Lambert      | 29 158    | 21,45     | 1      |  |
|          | PCF      | Léon Nicod         | 24 753    | 18,21     | - 1    |  |
|          |          |                    |           |           |        |  |
| Inscrits | Inscrits | Inscrits           | 174 620   | 100,00    | 4      |  |
| Votants  | Votants  | Votants            | 137 744   | 78,88     |        |  |
| Exprimés | Exprimés | Exprimés           | 135 953   | 98,70     |        |  |